# Ledipasvir
Ledipasvir ist ein Arzneistoff mit antiviraler Wirkung,  das von Gilead Sciences entwickelt wurde. In fixer Kombination mit dem Virostatikum Sofosbuvir wird er unter dem Handelsnamen Harvoni zur Behandlung von chronischer Hepatitis C eingesetzt.
Die Kombination wird oral angewendet (eingenommen). Sie zählt als zu den von der Weltgesundheitsorganisation (WHO) als unentbehrlich eingestuften Arzneimittel.

## Entwicklung und Zulassung
Auf der 20. Konferenz über Retroviren und opportunistische Infektionen im März 2013 vorgestellte Daten zeigten, dass ein Dreifachregime aus dem Nukleotidanalogon-Inhibitor Sofosbuvir, Ledipasvir und Ribavirin eine 12 Wochen nach Behandlung anhaltende virologische Ansprechrate (SVR12) von 100 % sowohl für behandlungsnaive Patienten als auch für vorherige Nicht-Responder mit HCV-Genotyp 1 erzielte. Die Kombination aus Sofosbuvir/Ledipasvir wurde mit und ohne Ribavirin getestet. Nach Abschluss der klinischen Phase-3-Studien reichte Gilead im Februar 2014 einen Antrag bei der United States Food and Drug Administration (FDA) für die Zulassung der oralen Behandlung mit einer fest dosierten Kombinationstablette aus Ledipasvir und Sofosbuvir ein. Die Kombination aus Ledipasvir/Sofosbuvir ist ein direkt wirkendes antivirales Mittel, das in die HCV-Replikation eingreift und zur Behandlung von Patienten mit den Genotypen 1a oder 1b, ohne zusätzliche Behandlung mit PEG-Interferon oder Ribavirin, verwendet werden kann.
Am 10. Oktober 2014 genehmigte die FDA das Kombinationsprodukt Ledipasvir/Sofosbuvir unter dem Namen Harvoni. In der EU erfolgte die Zulassung im November 2014.

## Wirkmechanismus
Ledipasvir hemmt ein wichtiges virales Phosphoprotein, NS5A, das an der viralen Replikation, dem Zusammenbau und der Sekretion des Hepatitis-C-Virus beteiligt ist.
Sofosbuvir hingegen wird zu einem Uridintriphosphat-Nachahmer metabolisiert, der als RNA-Kettenabbruchmittel wirkt, wenn er durch die NS5B-Polymerase in RNA eingebaut wird.

## Chemisch-physikalische Eigenschaften
Ledipasvir ist ein weißer bis getönter, leicht hygroskopischer kristalliner Feststoff. Seine Löslichkeit in wässrigen Medien hängt vom pH-Wert ab (Puffer pH-Wert von 2,3: leicht löslich, Puffer pH 4–7,5: praktisch unlöslich). Es ist gut löslich in Ethanol und Dimethylsulfoxid und wenig löslich in Aceton.
Es sind drei kristalline Formen bekannt.